# Lauharulla pretiosa
Espèce
Lauharulla pretiosa est une espèce d'araignées aranéomorphes de la famille des Salticidae.

## Distribution
Cette espèce est endémique de Nouvelle-Galles du Sud en Australie.

## Publication originale
- Keyserling, 1883 : Die Arachniden Australiens. Nürnberg, vol. 1, p. 1421-1489 (« texte intégral »(Archive.org • Wikiwix • Archive.is • Google • Que faire ?)).